# Krystyna Boczoń
Krystyna Teresa Boczoń (zm. 2 maja 2018) – polska specjalistka w zakresie biochemii pasożytów i mechanizmów działania leków przeciwpasożytniczych, prof. dr hab.

## Życiorys
Obroniła pracę doktorską, następnie uzyskała stopień doktora habilitowanego. 8 stycznia 1998 nadano jej tytuł profesora w zakresie nauk medycznych. Pracowała w Katedrze i Zakładzie Biologii i Parazytologii Lekarskiej na I Wydziale Lekarskim Uniwersytetu Medycznego im. Karola Marcinkowskiego w Poznaniu.
Była członkiem Polskiego Towarzystwa Parazytologicznego, oraz Komitetu Parazytologii na II Wydziale Nauk Biologicznych Polskiej Akademii Nauk.
Zmarła 2 maja 2018.